# Berkowiec
Berkowiec – rosyjska jednostka masy.
1 berkowiec = 163,81 kg = 10 pudów = 400 funtów.